# Théâtre de Paris

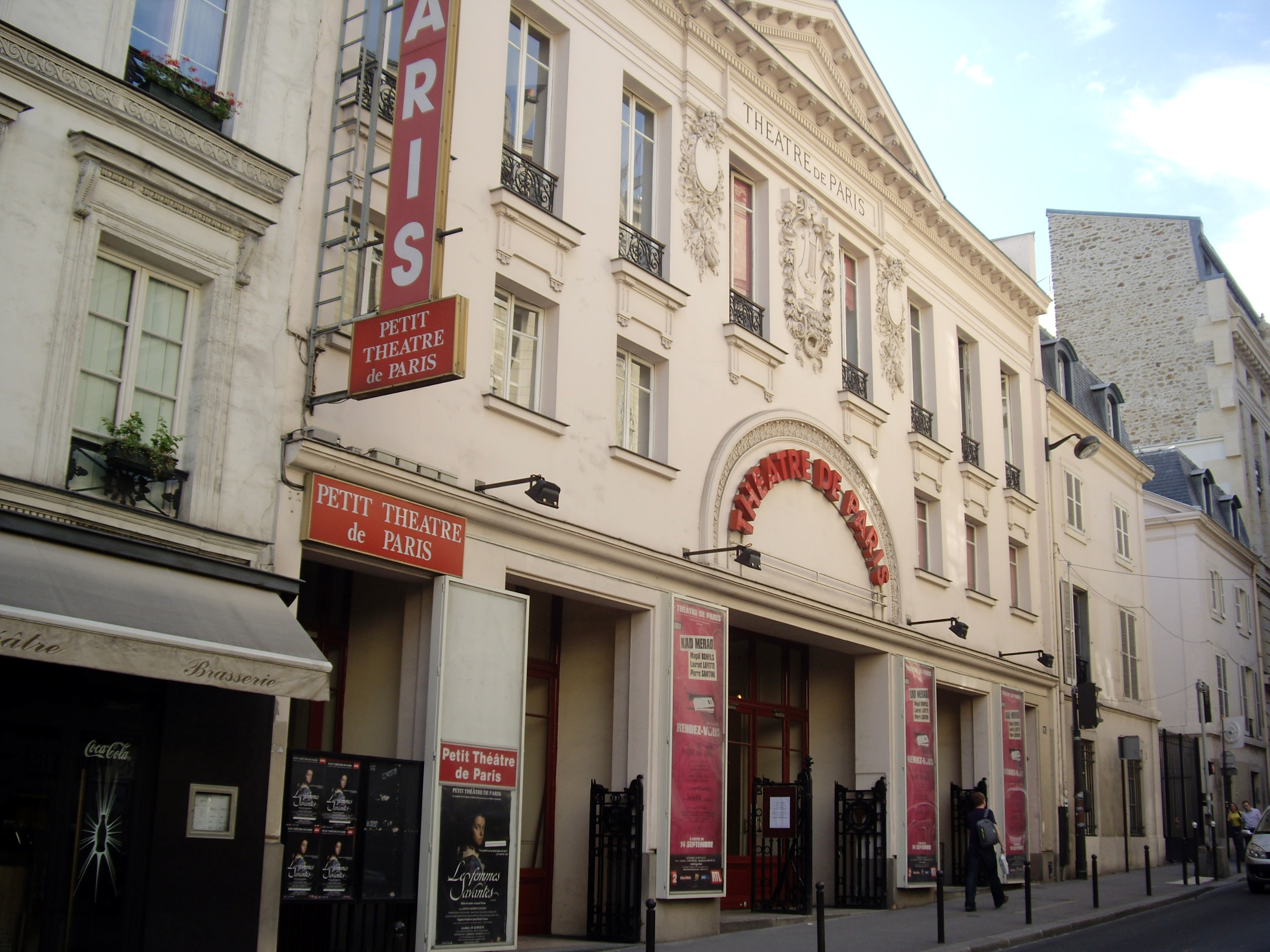
Fachada

O Teatro de Paris (em francês: Théâtre de Paris) é uma casa de espetáculos localizado na rua Blanche, nº 15, no 9º distrito de Paris. No qual inclui a sala Réjane, antigamente conhecido como Petit Théâtre de Paris.

## História
Sob a tutela de Luis XV, o teatro foi construído em 1730 por Duque de Richelieu, inicialmente direcionado a exibição de seus próprios espetáculos, em 1779 foi vendido ao Barão de Ogny e rebatizado de Folie Richelieu. Foi dirigido por Fortunée Hamelin, diretora teatral conhecida por toda a Paris durante o primeiro império francês.
Em 1811 foi transformado em um parque de diversões, em 1851 foi demolido e o terreno utilizado para a construção da Igreja de Santíssima Trindade de Paris, que anos mais tarde, demolida, dando espaço para a construção de um ringue de patinação no período da Belle Époque.
Em 1880, a partir do projeto dos arquitetos Aimé Sauffroy e Ferdinand Grémailly, parte do rique transformou-se no Palace Théâtre e após passar por uma restauração em 1891, tornou-se Casino de Paris. O restante do rinque deu lugar ao Nouveau-Théâtre.
O primeiro dono do Noveau-Théatre foi o ator e diretor Lugné Poe, um associado de André Antoine, que apresentou o norueguês Henrik Ibsen e o sueco August Strindberg ao público francês, antes de sair em 1893 para fundar o Théâtre de l'Œuvre.
Em 1906, a atriz Gabrielle Réjane comprou o teatro, renovou-o e deu-lhe um novo nome: Teatro Réjane. Ela produziu diversos trabalhos, entre eles, a estreia francesa de  O Pássaro Azul de Maurice Maeterlinck que foi muito bem sucedida na atuação da personagem Madame Sans-Gêne de Victorien Sardou em 1911.
O produtor Léon Volterra comprou o teatro em 1918 e, em 12 de agosto de 1919, inaugurou o Teatro de Paris , Réjane estipulou no contrato de venda que o teatro não poderia manter seu nome. Volterra dirigiu o teatro até 1948, quando Marcel Karsenty o assumiu junto com o comediante Pierre Dux. A atriz e diretora Elvira Popescu assumiu em 1955, juntamente com Hubert de Mallet, gerenciando-o por dez anos, antes de partir para o Teatro Marigny .
Sob a orientação Alain de Leseleuc (1965-1975) e Robert Hossein (1975-1990), o teatro especializou-se em obras musicais, particularmente em operetas de Offenbach e Ópera bouffe , como La Périchole dirigida por Maurice Lehmann, La belle Hélène dirigida por Jérôme Savary e Le pont des soupirs dirigido por Jean-Michel Ribes . Também produziu musicais como Starmania e Cats .
Stéphane Hillel tornou-se diretor artístico em janeiro de 2002 e diretor geral em 2012. O teatro, de propriedade de Alain Dumenil desde o início da década de 2000. Em janeiro de 2013 foi comprada pela empresa de comércio eletrônico vente-privee.com (Jacques-Antoine Granjon).

## Principais Espetáculos
- 1896 : Ubu Rei de Alfred Jarry, com Firmin Gémier e Louise France
- 1929 : Marius de Marcel Pagnol, com Orane Demazis, Raimu e Pierre Fresnay
- 1931 : Fanny de Marcel Pagnol, com Orane Demazis, Raimu e Pierre Fresnay
- 1948 : Tovaritch de Jacques Deval e Elvire Popesco
- 1956 : Chá e simpatia de Robert Anderson , com Ingrid Bergman
- 1961 : Pena que ela seja uma meretriz por John Ford , dirigido por Luchino Visconti com Romy Schneider e Alain Delon
- 1962 : A Gaivota por Anton Chekhov , dirigido por Sacha Pitoëff com Romy Schneider
- 1967 : Henrique IV de Luigi Pirandello , dirigido por Sacha Pitoëff com Claude Jade
- 1969 : O Concílio de amor de Oscar Panizza , dirigido por Jorge Lavelli , cenários e figurinos por Leonor Fini, com Jean Martin, François Maistre, Paul Le Person, Juliette Villard
- 1977 : O Pigmalião de George Bernard Shaw com Raymond Gérôme e Evelyne Buyle
- 1978 : Bubbling Brown Sugar, comédia musical.
- 1979 : Edison de Bob Wilson
- 1993: Costureiro de Madame de Georges Feydeau, com Jean-Paul Belmondo
- 1998 : Variações Enigmáticas de Eric-Emmanuel Schmitt com Alain Delon
- 1999 : Les Portes du ciel criado no teatro de Paris com Gérard Depardieu, Jean-Michel Dupuis, Barbara Schulz, encenação de Stéphane Hillel. O tema é o fim do imperador Carlos Quint, no século XVI.
- 2000 : Becket ou a honra de Deus de Jean Anouilh, com Bernard Giraudeau e Didier Sandre
- 2001 : Uma Babá Quase Perfeita depois do filme de Chris Columbus, com Michel Leeb
- 2005 : Amadeus de Peter Shaffer , com Lorànt Deutsch e Jean Piat
- 2008: A Casa do Lago de Ernest Thompson com Jean Piat, Maria Pacôme e Béatrice Agenin
- 2011 : Pan, (Peter Pan) de James Matthew Barrie , dirigida por Irina Brook
- 2015: The Fantastic Adventures of Mary-Rose, musical de Jean-Jacques Debout com Chantal Goya

## No Brasil
A atriz francesa Gabrielle Réjane apresentou-se no Brasil em duas ocasiões: 1902 e 1909